# ルビー・モレノ
ルビー・モレノ（Ruby Moreno、1965年9月22日 - ）は、フィリピン出身の女優。外国人タレント専門の芸能事務所、稲川素子事務所所属。

## 来歴
1992年の映画『あふれる熱い涙』（田代廣孝監督）で新人ながら主役として銀幕デビューし、情感豊かな演技力で注目を集める。
同年、テレビドラマ『愛という名のもとに』（脚本:野島伸司、フジテレビ）の出演で日本中に名前と顔を知られるようになる。
1993年の『月はどっちに出ている』（崔洋一監督）の演技で、日本国内の主演女優賞を総なめにして女優としての地位を確立した。「日本語で演技ができる東南アジア出身の女優」として、バラエティタレントとしてテレビに出演していた外国人タレントとは一線を画していた。
ここまで作品にも恵まれ着実にキャリアを築いていたが、一部週刊誌がフィリピンパブのホステスだった過去を書き立てたため、記者会見を開き「ジャパゆきさん」だった事実と、脳性麻痺による重い障害を持つ子の母である事を告白した（当初は「観光関連の仕事で来日した際にスカウトされた」「結婚歴なし」と経歴を詐称していた）。そして、仕事を突然キャンセルする「ドタキャン女優」「借金女優」などと報じられた。日本映画界の不況も重なって仕事が減少し、ヘアヌード写真集を出版するが一時的な話題にしかならず発行数も予想を大きく下回る結果となった。それから、クラブの雇われママなどを兼業していた。1995年秋、数々の素行やトラブルを理由に稲川素子事務所を解雇され、フィリピンに帰国した。
フィリピンで女優デビューするが、現地では無名であることに加え、レベルの格差を埋めることができず失敗。1998年、再来日して稲川素子事務所と再契約。2000年、日本人商社マンと結婚をする。
その後失踪騒動で芸能界から自然消滅していたが、2010年1月19日に約8年振りに日本テレビ『魔女たちの22時』にテレビ出演。障害を持つ娘が発作を起こすたびに付き添わなければならない（付き添いたい）ために仕事をドタキャンしていたこと、またこれ以上ドタキャンを続けると事務所に迷惑がかかると考えたが、どのように伝えたらよいか分からなく失踪してしまったこと、介護費用のために目立たない職業に就いていたことなどを告白。近年、娘と両親の相次ぐ死や、妹の尽力で稲川素子事務所に復帰した旨を語った。

## 受賞歴
- 1992年、映画「あふれる熱い涙」 - セイ横山役
  - 第18回おおさか映画祭 最優秀新人女優賞
- 1993年、映画「月はどっちに出ている」 - コニー役
  - 第36回ブルーリボン賞 主演女優賞
  - 第67回キネマ旬報ベスト・テン 主演女優賞
  - 第48回毎日映画コンクール 女優主演賞
  - 第18回報知映画賞 主演女優賞
  - 第19回おおさか映画祭 最優秀主演女優賞
  - 第15回ヨコハマ映画祭 助演女優賞
  - 第8回高崎映画祭 最優秀助演女優賞
  - 第17回日本アカデミー賞 優秀主演女優賞[1]
  - 第3回日本映画批評家大賞 特別賞
  - 第3回東京スポーツ映画大賞 主演女優賞

## 出演

### 映画
- アジアン・ビート(日本編)アイ・ラブ・ニッポン（1991年）
- 修羅の伝説（1992年）- 友子
- あふれる熱い涙（1992年）
- ありふれた愛に関する調査（1992年）
- 修羅の伝説（1992年）
- 死霊の罠2/ヒデキ（1992年）
- J・MOVIE・WARS（1993年）- コニー
- 月はどっちに出ている（1993年）
- 戦争に行こうよ（1994年）
- 戦争に行こうよ2（1994年）
- 妖女伝説セイレーン2（1994年）
- 武闘派仁義 完結篇（1994年）
- ノストラダムス戦慄の啓示（1994年）
- 平成無責任一家 東京デラックス（1995年）
- 難波金融伝 ミナミの帝王 劇場版VI 偽装結婚（1995年）
- 「ルビー・ザ・ターゲット」(1995年)
- Segurista（1996年）(The Insurance Agent)
- Bayad puri（1998年）
- Curacha, ang babaing walang pahinga（1998年）(A Woman Without Rest)
- SM借金地獄（2000年）
- NINE 9（2000年）- マリア
- Ang Galing galing mo, Babes（2002年）
- 恋するトマト（2005年）
- 逆鱗組七人衆（2005年）
- 夜明けまでバス停で（2022年）[2]
- 宮古島物語ふたたヴィラ（2023年）[3]
  - 宮古島物語ふたたヴィラ 再会ぬ海（2024年）[4]

### テレビドラマ
- 尼さん探偵名推理2（1990年）
- しゃぼん玉（1991年、フジテレビ） ｰ マリアン 役
- フィリッピーナを愛した男たち（1992年）ルビー役
- 愛という名のもとに（1992年）JJ役
- 弁護士・朝日岳之助5（1993年）
- 天までとどけ3（1994年、TBS）
- いのちの器（1998年）
- はぐれ刑事純情派 第13シリーズ 第13話（2000年6月28日、テレビ朝日） ｰ エスニック料理店主 ポール・サナン 役
- 土曜ワイド劇場「家政婦は見た!19 エリートビジネスマン二つの顔の秘密」（2001年2月、テレビ朝日）
- TRICK2 episode5 妖術使いの森（2002年、テレビ朝日）来さ村役場の建設部長 橋本孝夫の妻、橋本マリア役
- ケータイ刑事 銭形零セカンドシリーズ（2005年）
- コールドケース 〜真実の扉〜 - アニタ・マルシア 役（2016年、WOWOW）
- CHIEF〜警視庁IR分析室〜（2018年、テレビ朝日）
- 日曜プライム「スペシャルドラマ予告殺人」 - 家政婦ミッチー 役（2019年4月、テレビ朝日）

### テレビ
- 全日本ガイジン選手権（1991年）フジテレビの福井謙二アナと司会
- 愛のエプロン3（2004年、テレビ朝日）
- 魔女たちの22時（2010年、日本テレビ）
- クイズ☆タレント名鑑（2011年、TBS）
- たかじんNOマネー（2014年、テレビ大阪）
- 有吉の壁11（2019年、日本テレビ）

### CM
- 日本ハム

## 関連書籍
- 「銀色の月―28歳の履歴書、女として、母として」（ルビー・モレノ著）ぶんか社（1994年9月）
- 「RUBY」勁文社（1994年10月）写真集
- 「(1)女神 GODDESS」ぶんか社（1997年8月）写真集
- 「Call Back !!」バウハウス（1998年10月）写真集
- 「悲しい国、ニッポン」（ルビー・モレノ著）立風書房（1999年2月）